# Rose Amankwaah
Rose Amankwaah, née Asiedua en 1952 à Kumasi, est une athlète et infirmière ghanéenne et britannique.

## Biographie
Rose Asiedua naît à Kumasi, en étant la benjamine d'une fratrie de neuf enfants. Elle pratique l'athlétisme dès l'école en 1958, tout d'abord en saut en longueur et en saut en hauteur puis dans les épreuves de sprint.  Elle est repérée par la Fédération ghanéene d'athlétisme durant les compétitions scolaires.
Aux Jeux africains de 1973 à Lagos, elle est médaillée d'or du relais 4 × 100 mètres et médaillée d'argent du 100 mètres. Elle remporte la médaille d'or du 200 mètres aux Jeux afro-latino-américains de 1973 à Guadalajara et la médaille de bronze du relais 4 × 100 mètres aux Jeux du Commonwealth britannique de 1974.
Elle émigre en Angleterre à l'instar d'un de ses frères en 1974 et poursuit des études d'infirmière. Elle devait participer aux Jeux olympiques d'été de 1976 à Montréal avec l'accord de son école d'infirmières mais la compétition est boycottée par les pays africains.
Elle se marie en 1979 et porte depuis le nom de Rose Amankwaah. Elle aura quatre enfants, dont un fils footballeur Kevin Amankwaah.
Elle est embauchée comme infirmière au Central Middlesex Hospital après ses études et terminera sa carrière en tant qu'infirmière en chef. Elle reçoit la NHS Silver Medal Award en 2023 et prend sa retraite après près de 50 ans de service  en 2024.